# Les Junies
Les Junies é uma comuna francesa na região administrativa de Occitânia, no departamento de Lot. Estende-se por uma área de 13,06 km². Em 2010 a comuna tinha 279 habitantes (densidade: 21,4 hab./km²).